# مسار

مسارات مختلفة لقذيفة في شروط مختلفة.

المسار في الفيزياء هو الطريق الذي يسلكه جسم متحرك في الفضاء وذلك كتابع بالنسبة للزمن. يمكن أن يكون هذا الجسم  قذيفة أو قمر صناعي، على سبيل المثال.
إنّ المسار مفهوم عام يشمل أيضاً معنى المدار، والذي هو مسار مغلق حول كتلة مركزية.